# Milichus serratus
Milichus serratus là một loài bọ cánh cứng trong họ Bọ hung (Scarabaeidae).